# 박희진
박희진(1973년 6월 4일~)은 대한민국의 희극배우 겸 연기자이다.

## 생애
1999년 MBC 문화방송 공채 10기 개그우먼으로 데뷔하였다. 고향 경기도 양평군에 귀농하여 거주하고 있다.

## 학력
- 계원예술고등학교
- 경성전문대학 생활음악학과
- 서울예술대학 영화학과

## 주요 출연작

### 영화
- 불멸의 여신 (2022년) - 조인 역
- 로마의 휴일 (2017년) - 나성기 부인 역
- 왕을 참하라 (2017년) - 차향 역
- 소년, 소녀를 만나다 (2016년) - 우영 엄마 역
- 보고싶다 (2016년)
- 녀녀녀 (2014년)
- 사물의 비밀 (2011년)
- 당신이 잠든 사이에 (2008년)
- 마강호텔 (2007년)
- 가문의 부활 - 가문의 영광 3 (2006년)
- 가문의 위기 - 가문의 영광 2 (2005년) - 여의사 역
- 약속 (1998년)
- 까 (1998년)

### 드라마
- 2001년 《홍국영》 (MBC)
- 2002년 《오렌지》 (SBS)
- 2002년~2003년 《똑바로 살아라》 (SBS)
- 2004년 《사랑... 비탈길에 서다》 (MBC)
- 2004년 《두근두근 체인지》 (MBC)
- 2005년 《안녕, 프란체스카》 (MBC)
- 2005년 《새 아빠는 스물 아홉》 (KBS2)
- 2005년~2006년 《레인보우 로망스》 (MBC)
- 2006년 《소울메이트》 (MBC)
- 2007년 《하얀거탑》 (MBC)
- 2007년 《뉴하트》 (MBC) - 조폭의 애인 역
- 2008년 《연애결혼》 (KBS2)
- 2009년 《그녀의 스타일》 (KBS drama)
- 2010년 《사랑의 기적》 (SBS)
- 2011년 《KBS 드라마 스페셜 - 아내가 사라졌다》 (KBS2)
- 2011년 《당신 참 예쁘다》  (MBC)
- 2011년~2012년 《하이킥! 짧은 다리의 역습》 (MBC)
- 2012년 《선녀가 필요해》 (KBS2)
- 2012년~2013년 《제왕의 딸, 수백향》 (MBC)
- 2013년 《실업급여 로맨스》 (E채널)
- 2014년 《운명처럼 널 사랑해》 (MBC) - 태교교실 강사, 유아용품 판매원, '여성광고인의 밤' 진행자 역 (특별출연)
- 2014년 《연애 말고 결혼》 (tvN) - 공미 역
- 2015년 《하트 투 하트》 (tvN)
- 2015년 《칠전팔기 구해라》 (Mnet)
- 2015년 《앵그리맘》 (MBC)
- 2015년 《유일랍미》 (드라마 H & TRENDY)
- 2015년 《달콤살벌 패밀리》 (MBC)
- 2016년 《불멸의 여신》 (웹드라마)
- 2017년 《미씽9》 (MBC)
- 2017년 《별별 며느리》 (MBC)
- 2018년 《검법남녀》 (MBC) - 천미호 역
- 2018년 《복수노트2》 (XtvN)
- 2019년 《검법남녀 2》 (MBC) - 천미호 역
- 2019년 《날 녹여주오》 (tvN) - 박경자 역
- 2022년 《킬힐》 (tvN) - 다비 역

### 텔레비전 프로그램
- 웃는 날 좋은 날
- 개그사냥
- 코미디닷컴
- 코미디하우스
- 화끈한 가족 (나레이션) (JTBC)
- 미스터리 음악쇼 복면가왕 (MBC) - 아이고~ 의미없다! 도토리 키재기! (참가자)
- 보이스트롯 (참가자) (MBN)
- 퍼펙트 라이프 (게스트) (TV CHOSUN)

### 라디오 프로그램
- 라디오 9595 쇼 (교통방송)
- 별이 빛나는 밤에 (MBC 표준FM)
- 만화열전 - 삼국지 (MBC 라디오) - 초선
- KBS 국제라디오 (생생코리아) DJ

## 앨범
- 선녀가 필요해 Part 3
- 선녀가 필요해 Part 5

## 텔레비전 광고
- 롯데푸드 거북알 (심현섭과 함께 출연)
- 한국 맥도날드
- 팡야
- 엠파스
- 다산지앤지 홈브레인 인공지능 스위치

## 수상경력
- 2000년 MBC 코미디대상 신인상
- 2003년 교통방송 MC부문 우수상
- 2005년 제41회 백상예술대상 TV 여자예능상
- 2005년 제12회 대한민국연예예술상 희극인상
- 2005년 제32회 한국방송대상 코미디언부문 개인상
- 2005년 MBC 방송연예대상 코미디/시트콤부문 여자 최우수상